# Heteracris hoggarensis
Heteracris hoggarensis är en insektsart som först beskrevs av Lucien Chopard 1929.  Heteracris hoggarensis ingår i släktet Heteracris och familjen gräshoppor. Inga underarter finns listade i Catalogue of Life.